# Mary Parker Follett
Mary Parker Follett (Quincy, Massachusetts, 1868. szeptember 3. – Boston, Massachusetts, 1933. december 18.) amerikai ipari – szervezeti pszichológus. Az „egyetemes cél”, az „egyetemes elv” és a „helyzet törvénye” fogalmai kidolgozása állít neki maradandó emléket a pszichológia történelmében.

## Kutatásai
- A szervezet egyetemes célját az egyéni igyekezetek szerves, együttműködő egésszé való egyesüléseként határozta meg.
- Az egyetemes elv lényege a kétirányú kommunikáció, melyet ő „a küldő részére hangsúlyozott fordított válasz-visszacsatolás”-nak nevezett.
- A helyzet törvénye a vezetéstudomány kontingencia elméleteinek előfutára volt (ld. Fiedler), mely hangsúlyozta, hogy (a vezetéstudományban) nem létezik olyasmi, amit „legjobb módszer”-nek lehetne tekinteni, hanem minden a helyzeten múlik. Ezzel a gondolattal a vezetési feladatok bizonytalanságának sajátosságaira és kezelési érzékenységére utalt.

## Érdekellentét
Munkásságának egy másik kulcsfontosságú eredményeit a konfliktusok kezelése területén végzett kutatásai hozták. Szerinte minden érdekellentét felfoldható ha:
1. Az egyik oldal megadja magát és érdekét alárendeli a másiknak,
2. Az egyik oldal küzdelemben legyőzi a másikat és érdekének feladására kényszeríti azt,
3. A vitás felek megegyeznek valami kölcsönösen elfogadható középmegoldásban,
4. A felek összefognak és a fennálló problémát közösen megoldják.

Ezeket a lehetséges megoldásokat azóta sokan nagymértékben tanulmányozták és a jelenlegi álláspont megegyezik a Follett eredeti ajánlatával (4), azaz, hogy a különböző érdekek egy nagyobb közös érdekbe integrálhatóak, amin a felek együttműködhetnek. Ez a (1 és 2) „nyer–veszít”, vagy a (3) felhígított „veszít–veszít” (amikor egyik fél érdeke sincs kielégítve) megoldásnál mindenképpen célszerűbbnek tekinthető. Ez a gondolat Follett korában csaknem forradalminak tűnt bizonyos körökben, de sajnos még napjainkban sem váltotta fel alapvető „küzdő” emberi természetünket…
Mindenesetre, Mary Parker Follet a konfliktuskezelés területén való alapozó munkássága képezi a mai modern viselkedéstudomány által a szerződésegyeztető eljárásokban is elterjedten használt ellentétfeloldási módszerek alapját.

## Művei
- The Speaker of the House of Representatives (A hangszóró a képviselőház, 1896)
- The New State (Az új állam, 1918)
- Creative Experience (Kreatív tapasztalatok, 1924)
- Dynamic Administration (Dinamikus adminisztráció, 1941)[2]

Műveit eddig (2010) magyar nyelvre nem fordították le.